# П'ятикнижжя
П'ятикнижжя (грец. πεντάτευχος — букв. «П'ятикнижжя») — двоскладне слово, складене з грецьких слів πεντε («п'ять») і τευχος («том книги»); на івриті «п'ять розділів Тори» — п'ять перших книг ТаНаХа і "Старого Завіту": Буття, Вихід, Левіт, Числа і Повторення Закону. Становить першу частину ТаНаХа, іменовану також Торою.

## Структура П'ятикнижжя
Згідно з біблійною критикою, П'ятикнижжя було складено з текстів, написаних різними авторами в різний час. Про «п'ять книг Тори» згадується в трактаті Мегіла Єрусалимського Талмуда (IV століття н. е.). Крім чисто технічних міркувань (наприклад, зменшення розмірів сувоїв для більш зручного читання), такий поділ обумовлено структурою самого тексту:
1. Книга Буття розповідає про створення світу і євреїв як сім'ї.
2. Книга Вихід має пролог і епілог[4], що відокремлюють її від інших книг, і розповідає про вихід з Єгипту, дарування Тори на горі Синай і будівництво скинії — тобто формування з синів Ізраїля єврейського народу.
3. Книга Левіт присвячена в основному священицькому законодавству та храмовій службі.
4. Книга Чисел оповідає про поневіряння євреїв по пустелі після виходу з Єгипту.
5. Повторення Закону являє собою передсмертну промову Мойсея, в якій він повторює зміст інших книг.

### Книги П'ятикнижжя
| Іврит  | Транскрипція | Переклад   | Українською       | Ц.-слов.     | Латина        | Древньогрецька |
| ------ | ------------ | ---------- | ----------------- | ------------ | ------------- | -------------- |
| בְּרֵאשִׁית | Бе-решит     | На початку | Буття             | Бытїѐ        | Genesis       | Γένεσις        |
| שְׁמוֹת   | Шмот         | Імена      | Вихід             | Исхо́дъ       | Exodus        | Ἔξοδος         |
| וַיִּקְרָא  | Ва-їкра      | І закликав | Левіт             | Левíтъ       | Leviticus     | Λευιτικόν      |
| בְּמִדְבַּר  | Бе-мідбар    | В пустелі  | Числа             | Чи́сла        | Numeri        | Ἀριθμοί        |
| דְּבָרִים  | Дварім       | Слова      | Повторення закону | Второзако́нїе | Deuteronomium | Δευτερονόμιον  |

### Назви книг П'ятикнижжя

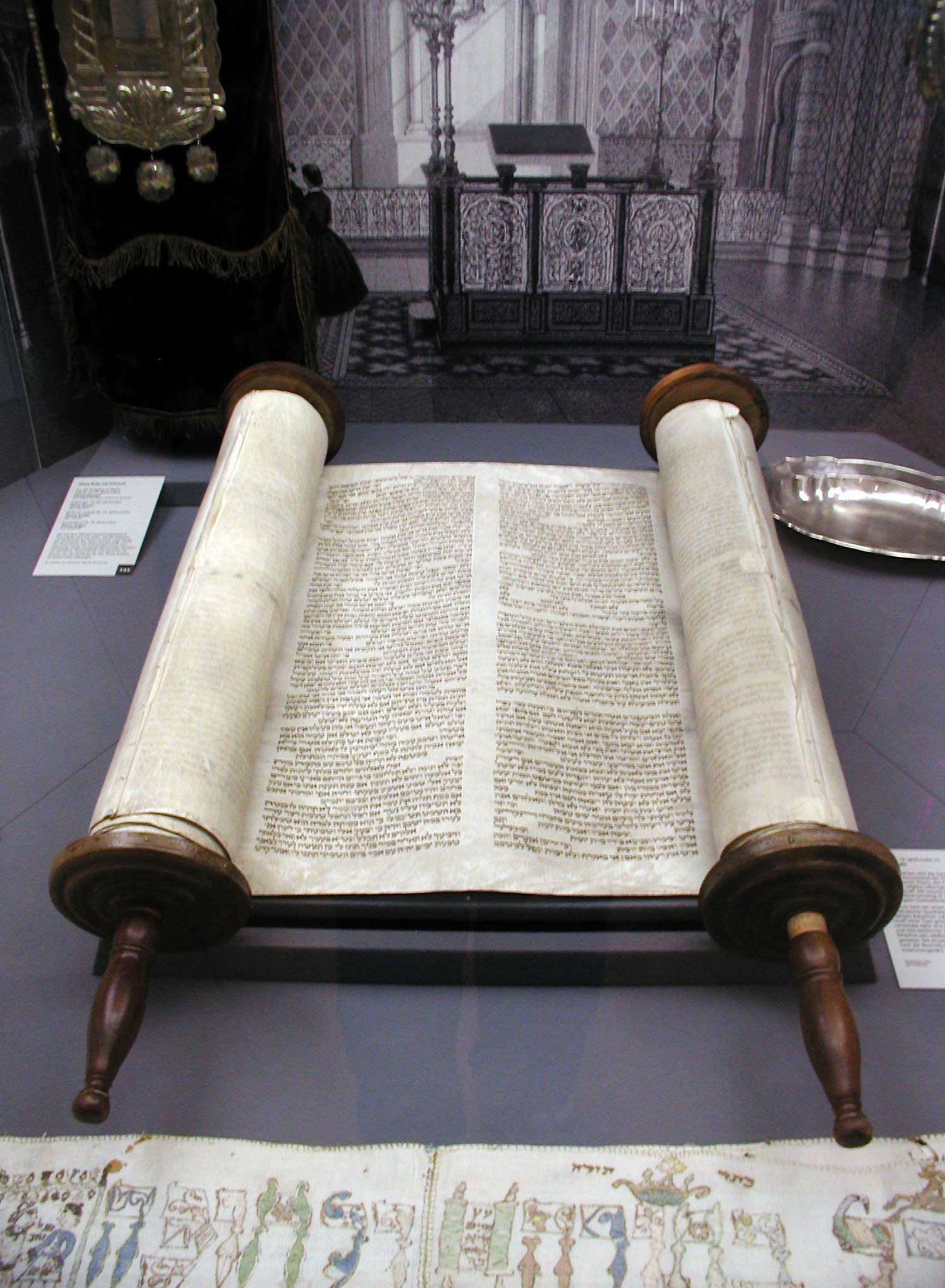
Тора в синагозі

Українські назви книг П'ятикнижжя походять від грецьких назв, в той час як в єврейській традиції книги названі за першими значущим словами, відповідно: Бе-решит («На початку»), Шмот («Імена»), Ва-їкра («І закликав»), Бе-мідбар («В пустелі»), Дварім («Слова»). Проте існували й інші назви.
- Книга Буття називається в Талмуді «Сефер га-йашар» («Книга „прямого“») на честь предків, які були «прямими» (тобто чесними з людьми і відданими Богу).[5]
- Книга Вихід іноді називається «га-Сефер га-шені» («Друга книга»), оскільки слід за книгою Буття.[6]
- Книга Левіт також називається «Торат га-коханім» («Тора священиків»), так як закони священнослужителів і храмової служби займають в ній основне місце.[7]
- Книга Чисел називається «Хумаш га-пкудім» («П'яток обчислених») через підрахунок євреїв, який проводився в пустелі.[8]
- Повторення закону називається також «Мішне Тора» («повторена Тора; дубльована»), оскільки являє собою повторення всіх попередніх книг.[9]

### Зміст книг П'ятикнижжя
- Бе-решит (Книга Буття)[10] — перша книга Тори, Старого Завіту і всієї Біблії. У книзі Буття описується створення світу і всього живого, а також створення перших людей — Адама і Єви, перший гріх (гріхопадіння), вигнання з Едемського саду. Історія Каїна і Авеля. Далі в хронологічному порядку слідує опис поколінь до Ноя. Опис Всесвітнього потопу. Життя патріархів (прабатьків і праматерів майбутнього єврейського народу) — Авраама, його сина Ісаака та Якова. Творець дає їм обіцянку благословити їх потомство на вічні часи, а також дарувати їм землю Ханаану «...так довго, як довго існують небеса над землею»[11]. У кінці книги описуються всі дванадцять колін Ізраїлю, життя Йосипа в Єгипті і завершується переселенням сім'ї Якова до Єгипту і смертю Якова.

- Шмот (Книга Вихід)[12] — історія виходу народу Ізраїлю з Єгипту під керівництвом Мойсея. У книзі описані: духовний шлях Мойсея, десять кар єгипетських і сам вихід[13]. Далі йде опис дарування Тори єврейському народу на горі Синай. Мойсей отримує від Творця таблиці заповіту з десятьма заповідями[14]. Під час перебування Мойсея на горі Синай сини Ізраїлю створили золотого тільця, внаслідок чого, перші скрижалі були розбиті. Після того, як весь народ розкаявся в скоєному, Всевишнім було даровано народу прощення, і Мойсей знову піднімається на гору Синай для отримання нових скрижалей. Другі скрижалі завіту були отримані в день десятого тішрея, який отримав назву Йом-Кіпур («День Спокути»). Також в книзі детально описано пристрій скинії заповіту.[15]

- Ва-їкра (Книга Левіт)[16] — присвячена в основному священицькому законодавству та храмовій службі[17]. Далі слідують закони духовної чистоти і нечистоти[18], в тому числі закони кашрута, Йом-Кіпура[19] та інші.

- Бе-мідбар (Книга Чисел)[20] — присвячена сорокарічним мандрам євреїв по пустелі до вступу в Землю Ізраїльську: від початку другого місяця другого року до одинадцятого місяця сорокового року[21]. Далі сини Ізраїлю виходять з пустелі і направляються в обхід царств Моава і Ідумея в Землю обітовану. Потім описується протистояння Ізраїля Балаку — правителю Моава — і пророку Валааму, гріхопадіння коліна Шимона[22]. Здобувши перемогу, євреї направляються до царства Ога[ru] і Сихона[ru] (Трансіорданські царства)[23]. Після перемоги над ними ізраїльтяни нарешті підходять до кордонів Ханаана.

- Дварім (Повторення Закону)[24] — заключна книга П'ятикнижжя. Основна її частина — це настанови і пророцтва синам Ізраїля на всі наступні покоління. Мойсей підійшов до самого Йордану і міг бачити всю країну Ізраїлю, проте, як і передбачив Господь, Мойсею не судилося вступити в неї. Книга, і все П'ятикнижжя завершується смертю Мойсея.[25]

### Розподіл книг П'ятикнижжя
- Нумерація віршів і розподіл книг на глави має неєврейське походження. Їх походження — середньовічна рукописна традиція Вульгати. Розподіл книг П'ятикнижжя на глави ввів в XIII столітті архієпископ Кентерберійський Стефан Ленгтон[ru]. Найдавніший рукопис, що містить розподіл Ленгтона, — Паризький рукопис Вульгати XIII століття. З Вульгати такий розподіл перейшов в рукописи і видання Танаха. Розподіл Септуагінти має ряд відмінностей від Вульгати в розподілі тексту на глави і нумерації віршів.

- Відповідно до єврейської традиції, П'ятикнижжя (подібно іншим книгам Біблії) ділиться на «параграфи» — (івр. פרשיות — паршійот). Параграф може бути відкритим (птуха) або закритим (стума), в залежності від початку наступного параграфа: якщо параграф в сувої Тори починається на тому ж рядку, на якому закінчився попередній параграф, він називається «параша стума», якщо на наступному рядку, «птуха». Прийнято розглядати відкриті параграфи як основний поділ тексту, у той час як закриті відносяться до вторинного розподілу. У свитках Мертвого моря також використовується метод поділу тексту на відкриті і закриті параграфи (хоча вони і відрізняються від ділення масоретського тексту). Для того щоб звести всі сувої Тори до одного зразка, Маймонід (XIII століття) в своїй праці Мішне Тора наводить повний список всіх параграфів П'ятикнижжя, взявши за основу знаменитий кодекс Танаха — «Кетер Арам цова» (відомий як «Алеппський кодекс»). Згідно з цією версією, П'ятикнижжя містить 669 параграфів: 290 відкритих і 379 закритих. У сучасних виданнях виділення розділів в Торі зазвичай проводиться відповідно до системи, наміченої Маймонідом. Розподіл тексту на вірші позначається масоретським підрядковим знаком сіллук. Поняття вірша (пасук) як підрозділу всередині розділу відомо з Талмуду.[26]

- Інший єврейський поділ тексту П'ятикнижжя — поділ на параграфи (івр. פרשות парашот). П'ятикнижжя поділено на 54 (53) розділи (парашот), які читаються в синагогах в рамках річного циклу. Подібна система використовувалася, головним чином, у Вавилоні, звідки поширилася на всі єврейські громади[27]. В Ізраїлі було прийнято інший розподіл — на 154 або 167 секцій, званих седарім, відповідно до трирічного циклу синагогічного читання.[28]

## Походження П'ятикнижжя
Згідно традиційному погляду, П'ятикнижжя, тобто власне Тора у вузькому сенсі, є єдиним документом Божественного одкровення, з початку і до кінця записаного самим Мойсеєм. Винятком є останні вісім віршів Повторення закону (де розповідається про смерть Мойсея), щодо яких існують дві точки зору: перша — і ці вірші також були продиктовані Богом і записані Мойсеєм; друге — вони були дописані Ісусом Навином.
У Числ. 12:6—8 вказується, що спосіб, яким Бог спілкувався з Мойсеєм, відмінний від того, яким всі інші пророки отримували одкровення: інших пророків в ці миті залишали реальні людські почуття, і тільки Мойсеєві одкровення було дано, коли він перебував у повній свідомості, «устами до уст...і явно, а не у ворожіннях ...»; більш того, «і говорив Господь до Мойсея лицем до лиця, як говорить хто до друга свого».
На думку дослідників (в основному така точка зору походить від німецьких біблеїстів XIX століття), Повторення закону ототожнюється з «книгою Тори», знайденої в Єрусалимському Храмі в 622 році до н.е. за царювання Йосії, що описано в 2 Цар. 22; чотири інші книги П'ятикнижжя були канонізовані за часів Ездри і Неємії. «Книга Тори (Мойсея)», введена Ездрою на додаток до Повторення закону, напевно, включала також тексти, відомі нам з Книги Левіт і Книги Числа. У той же час багато дослідників не розділяють цю точку зору.
Традиційний іудаїзм відкидає історико-критичний підхід до П'ятикнижжя і науково-філологічний аналіз тексту. Масоретський текст приймається як єдина авторитетна і авторизована версія П'ятикнижжя (хоча і допускається, що в цей текст могли прокрастися незначні описки). Про встановлення законовчителями пануючого читання розповідає мідраш: «в храмі були знайдені три свитка; в одному з них було написано так: [...], а в двох інших — так: [...]; книжники відкинули читання першого сувою і прийняли читання двох інших, і, врешті-решт, єдиний погоджений текст був переданий в храмові архіви». Особлива колегія, що жила на храмовій платні, періодично перевіряла текст. З великою старанністю і любов'ю до своєї справи наступні покоління переписувачів дбали про точне відтворення оригіналу. Щоб уникнути можливих помилок при копіюванні тексту були розроблені детальні правила для переписувачів (софер стам). Дослідження біблійних текстів, виявлених серед сувоїв Мертвого моря, які на тисячу років старше стандартного масоретського тексту, встановленого в X столітті Аароном Бен-Ашером, підтвердило його акуратність і показало неправомірність численних «поправок», запропонованих за останні два століття.
Вчені-біблеїсти розглядають П'ятикнижжя як результат ряду редакцій з використанням різних літературних джерел. Використання літературних джерел в процесі створення сучасного тексту П'ятикнижжя найбільш наочно можна помітити в Числ. 21:14—15, де наводиться цитата з «свитка воєн Яхве», а також в Бут. 5, яка наводить «сувій генеалогії Адама».
Інші ознаки складової структури П'ятикнижжя з точки зору біблійної критики включають в себе наступне: 
- Повторення. В оповіданнях П'ятикнижжя є близько 25 випадків, коли історія розповідається в двох і більше версіях, наприклад, Бут. 12:10—20, 20:1—18  , також Бут. 26:6—11. Часто різні версії оповідання суперечать один одному в деталях. Приблизно в 50 випадках закон дається в двох і більше версіях, причому одна з версій розширює або переглядає іншу, наприклад, Лев. 11:1—47 і Втор. 14:3—20.
- Термінологія. У різних частинах П'ятикнижжя послідовно використовуються різні терміни для деяких назв, імен і загальних понять, причому якщо історія повторюється двічі, то в першому варіанті використовується один набір термінів, а в другому варіанті — інший набір.
- Зв'язність оповідання. Частини тексту, виділені за повторенням і термінологією, часто є більш чіткими розповідями, ніж в початковому тексті П'ятикнижжя.
- Теологічна концепція. Частини П'ятикнижжя, виділені за допомогою повторень і різної термінології, також мають різні теологічні концепції. Ці відмінності стосуються концепції Бога, відносин між Богом і людьми, а також свободи волі і етичних ідеалів.

Найбільш відомою теорією походження П'ятикнижжя є документальна гіпотеза, висунута німецькими вченими в XIX столітті і передбачає чотири джерела-документа, об'єднаних в результаті трьох редакцій. Стародавні епічні джерела Ягвист і Елогіст, записані в період Царств, були об'єднані після падіння Північного царства. Згодом до отриманого документу був доданий третій документ — книга Повторення закону. Останнім був доданий Священичий (Жрецький) кодекс, в результаті цього додавання текст П'ятикнижжя набув сучасної форми. Останню редакцію відносять до періоду після вавилонського полону.
Існують і більш радикальні гіпотези походження П'ятикнижжя. Наприклад, представники так званої школи біблійного мінімалізму стверджують, що тексти Біблії написано в елліністичного періоду. Одним з їхніх аргументів є той факт, що археологічні розкопки не підтверджують фактів, викладених в книгах Ездри і Неємії, на яких базуються багато висновків документальної теорії. Наприклад, згідно з Біблією, Неємія відновив Єрусалим і відбудував міську стіну, що сталося приблизно в V ст. до нашої ери. Однак за даними розкопок, Єрусалим в перський період був крихітним селом розміром 150×250 метрів з населенням не більше 400 осіб, без всяких укріплень, а міська стіна, приписувана Неємії, побудована тільки в II ст. до н. е.. Крім того, немає ніяких позабіблійних згадок про Ездру і Неємію. На цій підставі мінімалісти роблять висновок, що Ездра і Неємія є вигаданими персонажами, а книги, названі їхніми іменами, написані століттями пізніше.

## Самаритянське П'ятикнижжя
Самаритяни використовують свій варіант староєврейського тексту П'ятикнижжя, який написаний палеоеврейським письмом. Більшість дослідників сходяться на тому, що самаритянське П'ятикнижжя існувало вже в III столітті до н.е. Перше знайомство європейських дослідників з цим П'ятикнижжям відноситься до 1616 року.
Почалася дискусія серед дослідників Біблії при порівняльні самаритянського і масоретського текстів П'ятикнижжя. Найбільш повний порівняльний аналіз здійснив Г.Ф.В. Гезеніус у праці «Про походження самаритянського П'ятикнижжя» (латинською мовою, 1815 рік). Гезеніус довів, що масоретський текст ближчий до оригіналу, ніж самаритянський. Останній завжди віддає перевагу більш простим словам там, де перший дає архаїчну або складну форму. Традиційна вимова, яка зберігається при читанні самаритянами П'ятикнижжя, виявляє близькість до мови сувоїв Мертвого моря. Найзначіша текстуальна відміна самаритянського П'ятикнижжя від масоретського — вставка після Вих. 20:14 і Втор. 5:18 довгого уривка, що є головним чином віршами Втор. 11:30,27:4. Це, безумовно, свідома видозміна тексту, яка разом з рядом інших, менш значних змін, покликана «підтвердити» твердження самаритян, що гора Грізім поблизу Шхема — «вибране місце», тобто місце Храму.

## П'ятикнижжя в християнстві
У християнстві велися дискусії про те, наскільки заповіді Мойсея, дані в П'ятикнижжі, можуть бути застосовні до християн. В англомовній літературі вираз Biblical Law in Christian Context також може відноситися до звичаїв і етичних правил, що містяться в П'ятикнижжі, в їх застосуванні до християн, особливо в контексті суперсесіонізму (богословської теорії, згідно з якою відносини між Богом і християнами можуть бути описані як «заміщення» або «виконання» звітів з єврейським народом). У різних християнських конфесіях висловлюються різні точки зору — від повного заперечення будь-якого застосування закону Мойсея християнами, до часткового їх прийняття (в різних протестантських деномінаціях, наприклад, у адвентистів сьомого дня і представників деяких інших напрямків християнства стверджують, що християни повинні відзначати як день відпочинку суботу, а не неділю — відповідно до Пятикнижжя Мойсеєвого) і до вчення про повне дотримання християнами постанов П'ятикнижжя.
Хоча християнська традиція вважає П'ятикнижжя богонатхненним, в християнській традиції (як і в юдейській) найчастіше заперечується необхідність дотримання всього закону Мойсея християнами, але для доказу використовуються різні аргументи і різні думки про те, які з настанов Мойсея все ж можуть також відноситися до християн. Найчастіше виняток робиться для десяти заповідей, а ритуальні, церемоніальні і цивільні закони вважаються скасованими.